# Орлов Пимен Микитович
Пимен Микитович Орлов (нар. 1812, Мало-Фощеватий — пом. 6 жовтня 1865, Рим) — російський живописець; академік Петербурзької академії мистецтв з 1857 року.

## Біографія
Народився 1812 року на хуторі Мало-Фощеватому Острозького повіту, Воронезької губернії, Російської імперії в сім'ї мірошника. Початкову художню освіту здобув у мандрівного маляра-іконописця, з яким багато подорожував Україною, виконуючи різноманітні замовлення.
У 1834 році поступив до Петербурзької академії мистецтв до портретного класу Карла Брюллова. 1836 року був нагороджений срібною медаллю ІІ ступеня. В 1837 році закінчив навчання, був нагороджений срібною медаллю першого ступеня і отримав звання вільного художника.
1841 року, за сприяння Товариства заохочування мистецтв, відправився до Італії. Працюючи в Римі писав портрети, жанрові картини і невдовзі здобув визнання та популярність.
В 1865 році серйозно захворів і 24 вересня [6 жовтня] 1865 року помер в Римі від запалення мозку. Похований на римському цвинтарі Тестаччо.

## Творчість
Серед робіт:
- «Автопортрет» (1847, Державний Російський музей);
- «Жовтневе свято у Римі» (Третьяковська галерея);
- «Італійський ринок»;
- «Повернення зі жнив»;
- «Дівчина пере білизну»;
- «Молода римлянка біля фонтану» (Державний Російський музей);
- «Італійський ранок» (Державний Російський музей);
- «Розкаяння бандита» (приватна колекція);
- «Неаполітанка» (Херсонський художній музей);
- «Сцена з римського карнавалу» (1859, Державний Російський музей).

|                |                   |                          |                             |                               |
| «Анна Окулова» | «Андрій Карамзін» | «Сестри Сухово-Кобиліни» | «Смерть Михайла Тверського» | «Сцена з римського карнавалу» |

Картини художника представлені в багатьох музеях, зокрема Державному Ермітажі, Російському музеї, Третьяковській галереї, Тверській обласній картинній галереї, Іркутському обласному художньому музеї, Державному музеї мистецтв Республіки Казахстан, Херсонському художньому музеї та інших картинних галереях, а також у багатьох приватних колекціях.